# Batalha de Ebelsberg
A Batalha de Ebelsberg, também conhecida como Batalha de Ebersberg, foi um conflito travado em 3 de maio de 1809 pela chamada Quinta Coalizão, entre os exércitos austríaco e francês.